# Jørgen Bentzon
Jørgen Bentzon, född 14 februari 1897, död 9 juli 1951, var en dansk kompositör, jurist och ämbetsman.
Bentzon var elev till Carl Nielsen i Köpenhamn och Sigfrid Karg-Elert i Leipzig, och var verksam inom flera danska musikorganisationer. Han anslöt sig som tonsättare i början till antiromantiskt konstruktivistiska inriktningar. Senare blev han intresserad av den danska folkmusikrörelsen. Bentzon skrev bland annat verk för orkester som Simfonia buffa (1939) och Dickenssymfonin (opus 37, 1940), kammarmusik bland annat för stråkkvartett, operan Saturnalia (uppförd på Det Kongelige Teater 1944-1945), körverk med orkester, a cappella-körer samt solosånger.